# Chile chilaca
El chile chilaca es una variedad mexicana de chile (Capsicum annuum). En Michoacán se lo conoce como chile cuernillo o chile para deshebrar y su versión seca se llama chile pasilla. 
En el centro de México es común tatemarlo para hacer chiles rellenos, o bien consumirlo en rajas para rellenar tacos, tamales, o como ingrediente para guisos, o de guarnición. También se muele para salsas y chileatoles.

## Descripción
El chile chilaca posee un color verde intenso y brillante, a veces obscuro. Tiene una forma alargada, frecuentemente torcida, de 14 a 23 cm de largo y 2-3 cm de diámetro, aunque pudiendo llegar hasta los 30 cm de largo. Tiene una pungencia entre 10.000 y 15.000 SHU, es decir, de picante a muy picante. Al secarse pierde su retorcimiento natural y se torna de color rojizo-café.

## Producción
La producción de chile chilaca se da principalmente en la zona del Altiplano Norte, Chihuahua, aun cuando no es la mayor zona de consumo. También se da en Jalisco, Nayarit y Michoacán.